# HINABINGO!
HINABINGO!(히나빙고!)는 일본의 닛폰 TV에서 2019년부터 방송되는 버라이어티 프로그램이다.

## 개요
AKBINGO!, NOGIBINGO!, KEYABINGO!, STU48의 세토빙고!, HKTBINGO!, SKEBINGO!에 이어 BINGO! 시리즈의 제7장로서 개시된 히나타자카46의 버라이어티 프로그램.

## 출연자

### 레귤러
- 히나타자카46
  - 이구치 마오, 우시오 사리나, 카키자키 메미, 카게야마 유카, 카토 시호, 카네무라 미쿠, 카와타 히나, 코사카 나오, 사이토 쿄코, 사사키 쿠미, 사사키 미레이, 타카세 마나, 타카모토 아야카, 토미타 스즈카, 니부 아카리, 하마기시 히요리, 히가시무라 메이, 마츠다 코노카, 미야타 마나모, 와타나베 미호
- MC
  - 코아부 카즈토요

## 같이 보기
- AKBINGO!
- NOGIBINGO!
- KEYABINGO!